# Athetis cineracea
Athetis cineracea är en fjärilsart som beskrevs av B.C.S Warren 1926. Athetis cineracea ingår i släktet Athetis och familjen nattflyn. Inga underarter finns listade i Catalogue of Life.